# Societas Rosicruciana

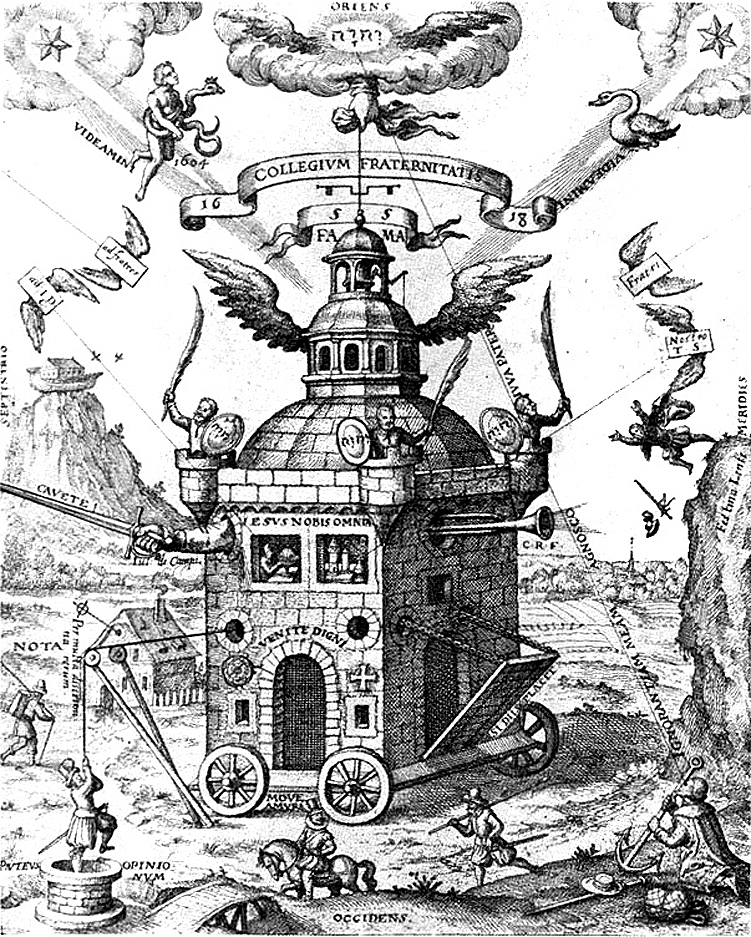
El Templo de la Rosa-Cruz que figura en la obra Speculum Sophicum Rhodostauroticum publicada en 1618 en Alemania bajo el seudónimo Theophilus Schweighardt Constantiens. Esta obra es a veces considerada como el "cuarto manifiesto Rosacruz", aunque en esa época existen muchos más libros sobre el tema Rosacruz, lo cual confirma la fuerza del movimiento en toda Europa.

La Societas Rosicruciana (o Sociedad Rosacruz ) es una Orden Rosacruz cuyos miembros pueden ser reclutados solamente de los Maestros Masones Cristianos de las jurisdicciones regulares y reconocidas por la Gran Logia Unida de Inglaterra, como por ejemplo la Gran Logia de España. La Orden fue fundada en Escocia durante el siglo XIX y no tiene ninguna relación con las demás organizaciones fundadas en el siglo XX y que se autodenominan "rosacruces", como por ejemplo la AMORC. Estas organizaciones tienen un carácter "new age" y sus objetivos son muy lejanos de la Societas Rosicruciana y de los manifiestos rosacruces del siglo XVII.
Cada Societas Rosicruciana toma nombre de la región donde está su sede. Actualmente existen Societas Rosicruciana en Inglaterra (SRIA), Escocia (SRIS), Portugal (SRIL), y Estados Unidos (SRICF) y desenvuelven sus actividades en Colegios en distintas partes del mundo. Todas ellas se reconocen mutuamente y sus miembros pueden visitar los Colegios de cada país. También se hacen reuniones regulares de sus máximos responsables que ostentan de un grado ejecutivo en funciones llamado Supremo Mago.
La Societas Rosicruciana en Anglia (SRIA) o también llamada coloquialmente "Soc Ros" es muy popular entre los Maestros Masones que tienen interés por profundizar en el hermetismo y que desean desarrollar su sensibilidad esotérica. Es bastante habitual que muchos de sus miembros tienen intereses comunes, como por ejemplo la meditación (tanto cristiana como oriental), el Taichí o Chi kung u otros ejercicios que se centran en la concentración de la mente y el trabajo con la energía del individuo. 
A la orden se puede acceder solamente mediante una invitación. Una vez admitido e iniciado, el Hermano pasa a llamarse Frater. Los Fratres se reúnen en Colegios.  
La Orden ofrece una plataforma común y una ayuda mutua a todos sus miembros para afrontar los grandes problemas de la naturaleza y la ciencia, por lo tanto se puede considerar como una sociedad de investigación con un enfoque principal en la alquimia, cábala, esoterismo, hermetismo, gnosticismo, etc.  
Algunas de las Societas organizan charlas virtuales para sus miembros y amigos (personas con interés de iniciarse). La Societas Rosicruciana en Lusitania (SRIL) además publica una revista cuatrimestral de alta calidad de investigación y de interés esotérico llamada Fraternitas.

## Historia
Las distintas Societas Rosicruciana reivindican comúnmente una conexión directa a la original hermandad Rosacruz surgida en Alemania a principios del siglo XVII y basan sus enseñanzas en los tres principales Manifiestos Rosacruces publicados en el mismo lugar y época:
- Fama Fraternitatis (Fama fraternitatis Roseae Crucis oder Die Bruderschaft des Ordens der Rosenkreuzer)
- Confessio Fraternitatis (Confessio oder Bekenntnis der Societät und Bruderschaft Rosenkreuz)
- Las bodas alquímicas de Christian Rosacruz (Chymische Hochzeit Christiani Rosencreutz anno 1459)

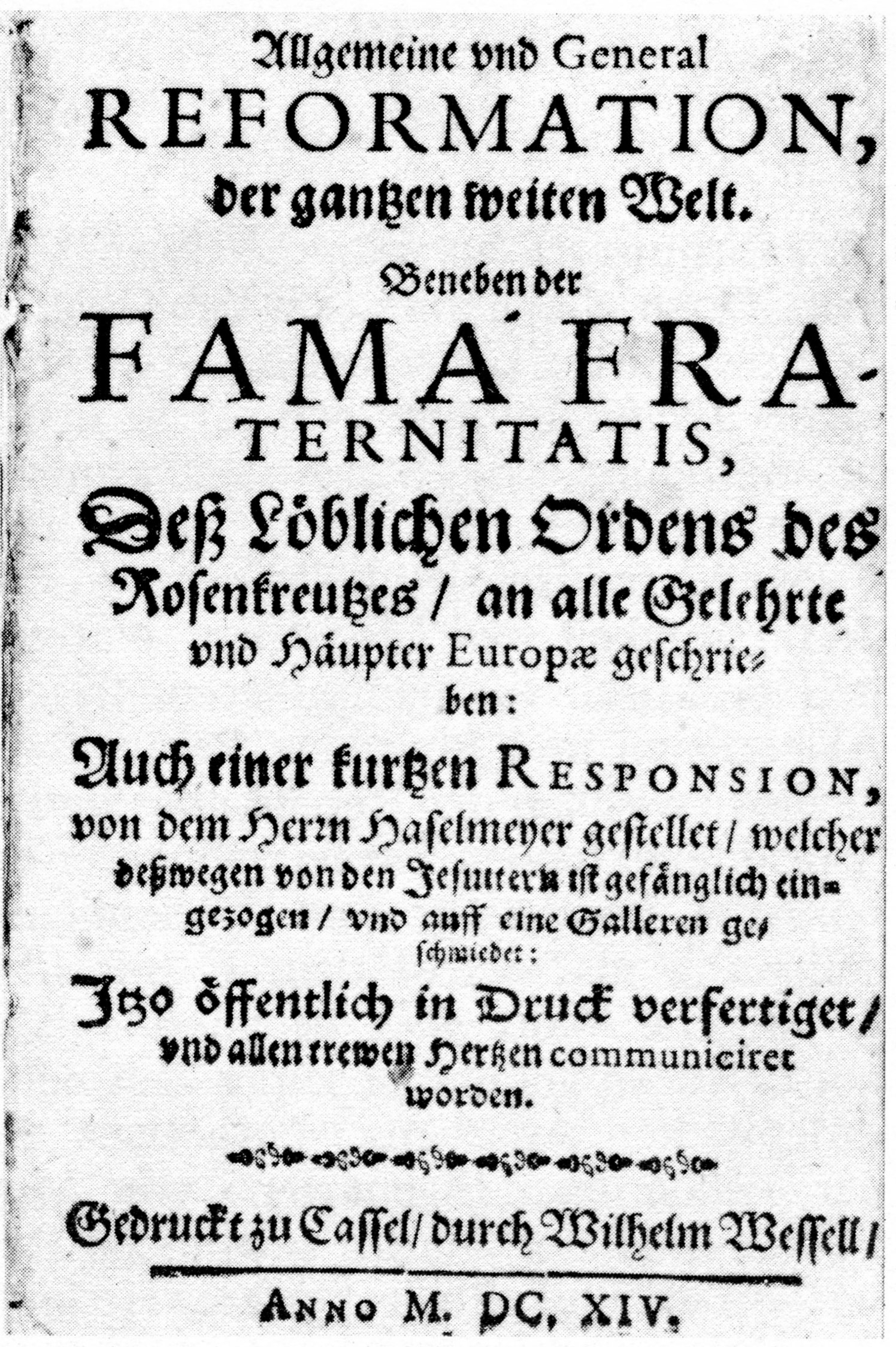
Fama fraternitatis Roseae Crucis oder Die Bruderschaft des Ordens der Rosenkreuzer fue el primer manifiesto Rosacruz publicado en 1614 en Kassel, Alemania.

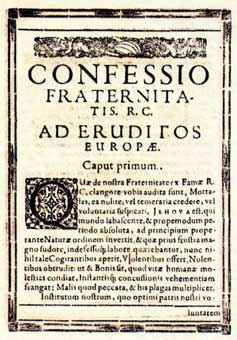
Confessio oder Bekenntnis der Societät und Bruderschaft Rosenkreuz fue el segundo manifiesto Rosacruz publicado en 1615 en Kassel, Alemania.

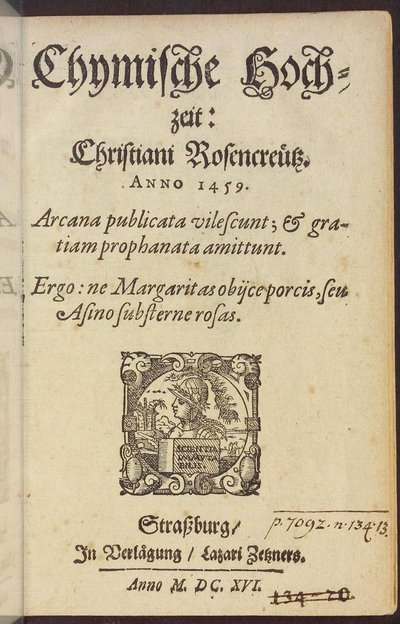
Chymische Hochzeit Christiani Rosencreutz anno 1459 es considerado el tercer manifiesto Rosacruz publicado en 1616 en Estrasburgo, Alemania. Su supuesto autor era Johann Valentin Andreae.

La Societas Rosicruciana está directamente relacionada con la Orden de la Dorada y Rosacruz (Orden des Gold- und Rosenkreutz) fundada en los años 1750 en Alemania por el masón y alquimista Hermann Fichtuld y cuyo interés principal era la alquimia. No obstante, hay referencias ya en el año 1710 de la existencia de esta orden, ya que fue mencionada en el manuscrito de Sigmund Richter (con el apodo de Sincerus Renatus) llamado La Perfecta y Verdadera Preparación de la Piedra Filosofal de acuerdo con los Secretos de la Fraternidad de la Dorada y Rosacruz. En los años 1770 ya existían distintas sedes de esta orden en Berlín, Hamburgo, Fráncfort del Meno, Ratisbona, Múnich, Viena, Praga, Polonia, Hungría y Rusia. 
El actual sistema de nueve grados de la Societas Rosicruciana es una herencia que proviene de la Orden de la Dorada y Rosacruz.  

## División según países
Actualmente existen varias Societas Rosicrucianas en el mundo con la sede en:
- Societas Rosicruciana in Scotia (SRIS; Escocia )
- Societas Rosicruciana in Anglia (SRIA; Inglaterra )
- Societas Rosicruciana in Civitatibus Foederatis (SRICF; Estados Unidos)
- Societas Rosicruciana in Lusitania (SRIL; Portugal )

### Societas Rosicruciana in Scotia (SRIS)
La primera Societas Rosicruciana fue la de Escocia, conocida también como Societas Rosicruciana in Scotia (SRIS) que estaba trabajando ya en 1830. 
En enero de 2014, existían siete Colegios en Escocia, tres en Australia, una en Hong Kong y una en Finlandia. 
Los Colegios de Escocia son el Metropolitan College (Edimburgo), el East of Scotland College (Dundee), el Abraxas College (Falkirk), el West of Scotland College (Glasgow), el Muse Coila College (Stewarton, Ayrshire) el Inverness College (Inverness) y el Semper Discens College (Aberdeen). 
Los Colegios en Australia son lo Aurora Australis College (Petersham, NSW) y el Hunter Valley College (New Lambton, NSW) 
El Huon Pine College queda situado en Launceston, Tasmânia. Hong Kong College queda en Hong Kong. Lo Aurora Borealis College queda en Seinäjoki, en Finlandia. 

### Societas Rosicruciana in Anglia (SRIA)
La Societas Rosicruciana in Anglia (SRIA) fue fundada en 1867 y proviene del SRIS dada la iniciación de William James Hughan y de Robert Wentworth Little en esta orden. Los dos avanzaron rápidamente en Escocia y recibieron un mandado para formar una Sociedad en Inglaterra. La reunión de constitución ocurrió el 1 de junio de 1867 en Aldermanbury, Londres, siendo Robert Wentworth Little electo el Supremo Mago. 
La mayoría de los Colegios en Australia pertenecen a la provincias de la Societas Rosicruciana in Anglia (SRIA). 

### Societas Rosicruciana in Civitatibus Foederatis (SRICF)
La Societas Rosicruciana in Civitatibus Foederatis (SRICF) es una Sociedad Rosacruz con sede en los Estados Unidos. Su historia comienza con la formación de un Alto Consejo el 21 de abril de 1880. Su consagración oficial ocurrió el 21 de septiembre de 1880, a través de tres Consejos fundados por la Societas Rosicruciana In Scotia. Los Masones Cristianos de los Altos Grados de Estados Unidos que pertenecían a la SRIA se interesaron en organizar un cuerpo semejante en los Estados Unidos. Lo consiguieron bajo la autoridad de Escocia (Societas Rosicruciana In Scotia) con la ayuda del Dignisimo Charles Matier de la SRIS, ya en 1873. Ese esfuerzo desapareció dos años más tarde, bajo el liderazgo del MD Frater George S. Blackie VIII y fue entonces concedida nueva Carta Patente por el SRIS más tarde en 1878. El Dr. Jonathon J. French, era grado IX de la Sociedad Rosacruz de Estados Unidos y abrió el Colegio Provincial Matier Royal con una Carta de Lord Inverurie, Conde de Kintore y Supremo Mago del SRIS. El Colegio recibió el nombre de Charles Fitzgerald Matier, el primero Supremo Mago del SRIS que sirvió en 1876. Harold Van Buren Voorhis sostiene que el Colegio de Illinois bajo el Dr. French nunca estuvo verdaderamente activo, y ciertamente duró poco, pues el Dr. French tuvo una muerte prematura en 1879. Harold Voorhis sostiene que el Colegio de Illinoi del Frater Stodart Blackie en Nueva York no pasó de un rumor sin fundamento. Desde entonces, sin embargo, se estableció como un hecho histórico.
En 1878, un grupo de masones norteamericanos séniores (Daniel Sutter y Charles W. Parker) liderado por Charles Y. Meyer (1839-1908) de la Pensilvania viajó a Inglaterra y el 25 de julio de 1878 fue recibido en el grado de Zelator en Yorkshire Colegio en Sheffield. Este grupo solicitó una Carta Patente, pero tras no haber obtenido la respuesta, regresaron a Escocia y recibieron una Carta del Colegio de Edimburgo en 1879.  
La Sociedad de Escocia es realmente de las más antiguas, pues Walter Spencer es registrado como iniciado en el SRIS por Anthony Oneil Haye en 1857, y hay documentos en los archivos del SRIA que muestran que Robert Wentworth Little y William J. Hughan fueron iniciados en 1866 y 1867 por Anthony El'Neal Haye, Magus Max, Ros. Soc. Scot con HHM Bairnfathur firmando como Secretario. La Societas Rosicruciana en Anglia fue formada en Inglaterra en 1866 por Robert Wentworth Little. Más tarde la SRIA tuvo la necesidad de conceder una Carta al SRIS el 24 de octubre de 1873.
Una segunda Carta fue concedida por el SRIS a un Colegio en Nueva York y los Fratres de la Filadelfia y Nueva York se reunieron en la Filadelfia el 21 de abril de 1880 y formaron un Alto Consejo, entonces conocido como SRRCA o Societas Rosicruciana Republicana Confederal Americana. Más tarde cambió de nombre a la Sociedad de los Rosacruces en los EE. UU. por el Most Worther Frater Shryock en su capacidad de Supremo Mago y, enseguida, el nombre fue correctamente latinizado en 1934 tras la sugerencia del Dr. William Moseley Brown bajo el mandato de Digníssimo Frater Hamilton. Brown compuso el nombre (Societas Rosicruciana In Civitatibus Foederatis) y lo presentó el 17 de enero de 1934.  
El SRICF opera continuamente desde su formación el siglo XIX, y está prosperando hoy con un aumento de jóvenes masones siendo invitados a esta orden. 
La afiliación se hace solo por invitación y se basa en la afiliación Masónica convencional, así como en una profesión de la fe cristiana. La asociación fue inicialmente restringida a tan solo 36 miembros por el Colegio, pero eso fue ampliado en 1908 por MW Thomas Shryock a 72 miembros por Colegio. La Sede del Alto Consejo es en Washington D. C.  
El SRICF esta en amistad con las SRIS (Escocia), SRIA (Anglia) y SRIC (Canadá) y ayudó a la causa de Rosacrucismo, estableciendo otros Altos Consejos soberanos en sus propios países. El SRIL en Lusitania (Portugal), el SRIG en Gallia (Francia) y el SRIR (Rumanía). Los dos últimos cesaron su trabajo.    

#### Lista de los Supremos Magos de la SRICF
- Charles Y. Meyer, 1880–1908
- Thomas J. Shryock, 1908–1918
- Eugene A. Holton, 1918–1927
- Frederick W. Hamilton, 1927–1940
- Arthur D. Prince, 1940-1950
- Harold VB Voorhis, 1950–1979
- Laurence Y. Eaton, 1979-1984
- Henry Emerson, 1984-1986
- William G. Peacher, 1986-1992
- Joseph S. Lewis, 1992-1995
- James M. Willson Jr., 1995-1998
- Thurman C. Pace, Jr., 1998-2007
- William H. Koon, II, 2007–2019
- Jeffrey N. Nelson, 2019-presente

La KGC ~ Knight Grand Croses premia los Magos del grado IX por el un esfuerzo ejemplar en el trabajo de la Sociedad y del Rosacrucismo en general.
La Societas Rosicruciana in Canadiensis fue mencionada por primera vez en una declaración del 31 de mayo de 1876, pero no fue formalmente constituida (por el coronel McLeod Moore, a través de su amistad con John Yarker) antes de 19 de septiembre de aquel año. La mayoría de los miembros vino de la ciudad de Maitland, Ontario . La sociedad constituyó un Alto Consejo exactamente un año después, pero la Sociedad quedó suspensa tras el año 1889. 
En 1936, el Ontario College fue creado a través de una Carta del SRICF. El pastor Manly Palmer Hall, EHD Hall, miembro de la primera Sociedad Rosacruz de Canadá, fue elegido miembro fundador del Ontario College. Debido a posibles cuestiones jurisdiccionales, a pesar de haber intentado adquirir una carta de la SRIA o de la SRIS, un Alto Consejo Canadiense sólo fue formado en 29 de junio de 1997, y la SRIC es ahora un órgano independiente.

### Societas Rosicruciana in Lusitania (SRIL)
La Societas Rosicruciana en Lusitania (SRIL) fue constituida el 5 de octubre de 2002 en Portugal. Su Alto Consejo fue inmediatamente reconocido por la Societas Rosicruciana en Civitabus Foederatis (EE. UU.). Su Supremo Mago, Pinto Coelho, fue consagrado por el Supremo Mago Thruman Pace de la (SRICF), ayudado por el Supremo Mago Dominique Doyen (SRIG).  
La afiliación en la SRIL es posible solo por invitación y se basa en la afiliación masónica regular y en la profesión de la fe Cristiana Trinitaria. El número máximo de miembros es de 72 por Colegio, y se conocen como Fratres.  
El SRIL está en armonía y reconocimiento mutuo por todas las Sociedades Rosacruces regulares: Societas Rosicruciana en Escocia (SRIS), Societas Rosicruciana en Anglia (SRIA) y Societas Rosicruciana en Civitas Foederatis (SRICF).  
Las varias sociedades tienen una organización soberana y no tienen otros vínculos con las Grandes Logias.  
Las Societas Rosicruciana en Lusitania apoya a través de la ayuda mutua y el esfuerzo fraterno a los Fratres, para que puedan desvelar los grandes problemas de la vida, descubrir los secretos de la naturaleza, estudiar el sistema de filosofía enseñado por los Fratres de la Rosa-Cruz desde el año de 1440 y también para que puedan buscar el significado y el simbolismo de toda la herencia de la Sabiduría, de los Artes y de la Literatura del mundo antiguo.  
El cuerpo directivo de la Sociedad es el Alto Consejo y está compuesto por Fratres de la Tercera Orden (IX y VIII), además de los Celebrantes de los Colegios que no sean miembros de la Tercera Orden. El dirigente máximo de la Sociedad es intitulado "Supremo Mago" y fue elegido ad vitam, pero en consonancia con la Constitución revista de 2019, el Supremo Mago de la SRIL es, actualmente, elegido por 3 años de forma renovable, mientras tenga el apoyo de los Fratres del Alto Consejo.  
Las unidades básicas de las Sociedades rosacruces son llamados Colegios. Actualmente existen Colegios bajo jurisdicción de la SRIL en el norte, centro y sur de la Provincia de Portugal y en el norte, centro y sur de la Provincia de Italia. Actualmente existe una petición para la constitución de un nuevo Colegio en el centro de Portugal.  
El Supremo Mago posee un Colegio propio que se llama el Colegio Metropolitano .  
Caballero Grande Cruz (CGC) es la distinción más importante del Consejo Superior de la SRIL. Es concedido a los Supremo Magos de las jurisdicciones hermanas y a los Magos del grado IX por servicios relevantes prestados a la Sociedad.  
La publicación cuatrimestral de la SRIL se llama "Fraternitas".

## Estructura y organización de los grados
La Orden se divide en tres Órdenes más pequeñas, cada una con su propio gobierno. Las varias órdenes confieren un total de nueve grados . 

### Primera Orden
Los miembros de la 1ª Orden (Frater (singular) Fratres (plural)) se reúnen en un Colegio, lo que equivale a una Logia. Un Colegio tiene el poder de conferir los cuatro primeros grados de la Sociedad, también llamados los Grados de Aprendizaje . 
- Grado I - Zelator
- Grado II - Theoricus
- Grado III - Practicus
- Grado IV - Philosophus

Un periodo mínimo de seis meses debe transcurrir entre la iniciación de cada uno de estos grados. Sin embargo, la énfasis en el trabajo de la sociedad es aprender; por lo tanto, todos los miembros son incentivados a presentar un artículo original sobre algún tópico de interés en sesión del Colegio. 

### Segunda Orden
Esto es el equivalente a una Gran Logia Provincial y es gobernada por un Jefe Adepto y su Suffragante, que tienen jurisdicción sobre todos las Colegios de la Primera Orden de la Provincia. 
El Jefe Adepto tiene el poder de conferir tres Grados. Los Fratres de Grado IV que sean considerados para esta orden tienen que ser miembros de la Sociedad durante por lo menos cuatro años. 
- Grado V - Adeptus Minor
- Grado VI - Adeptus Major
- Grado VII - Adeptus Exemptus

Un periodo mínimo de un año debe transcurrir entre la iniciación de los grados en este nivel. Un miembro sólo puede servir como Celebrante (Maestro) de un Colegio de la Primera Orden tras recibir el grado de Adeptus Exemptus. 

### Tercera Orden
Es decir el equivalente a una Gran Logia, y es liderado por un Supremo Mago, ayudado por un Supremo Mago Sustituto Sénior y un Supremo Mago Sustituto Júnior. 
Los Miembros de la Segunda Orden que prestaron servicio a la sociedad y sean seleccionados por el Supremo Mago para ese avance pueden recibir dos Grados más. 
- Grado VIII - Magister
- Grado IX - Magus

## Influencias
En 1888, tres miembros de la SRIA (William Robert Woodman, William Wynn Westcott y Samuel Liddell MacGregor Mathers) formaron la Orden Hermética de la Aurora Dorada, que reformó los requisitos de la afiliación, permitiendo así a los no-cristianos, no-masones, y a las mujeres a participar. La gran parte de la estructura de la SRIA sobrevivió en la nueva Orden, que continuó a influir bastante en el renacimiento oculto occidental moderno el siglo XX.   